# Louis-Charles Boileau
Pour les articles homonymes, voir Boileau.
Louis-Charles Boileau né  le 26 octobre 1837 à Paris et mort le 17 septembre 1914 à Bordeaux est un architecte français.
Il est le fils de l'architecte Louis-Auguste Boileau et le père de l'architecte Louis-Hippolyte Boileau.

## Biographie
Louis-Charles Boileau est l'élève de son père Louis-Auguste Boileau avec lequel il collabore à l'édification de l'église du Vésinet en 1864, un des premiers bâtiments publics à utiliser le béton.
Pendant la Commune, il est membre du bureau de la Fédération des artistes de Paris en qualité de secrétaire, avec Gustave Courbet, président et Jules Dalou, assesseur.
Sa fille épouse Théodore Tissier (1866-1944), maire de Bagneux, juriste et homme politique.
Il demeure 2, rue de Sceaux à Bagneux (aujourd'hui rue Pablo-Neruda).
À son décès, Louis-Charles Boileau lègue aux pauvres de Bagneux la somme de 10 000 francs.

## Distinctions
- Chevalier de la Légion d'honneur (13 juillet 1888)[6]

## Principales réalisations

### Château

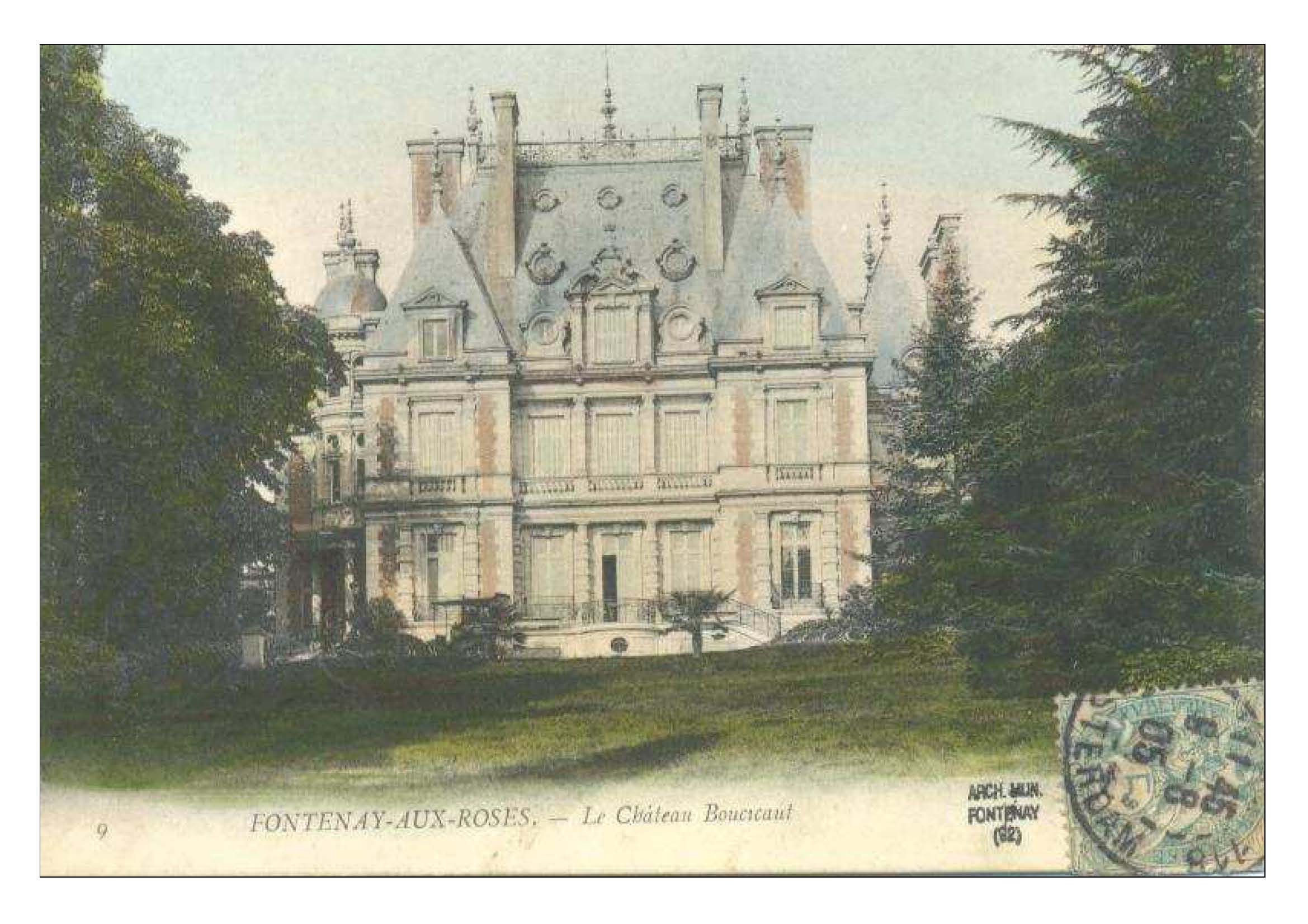
Le château Boucicaut à Fontenay-aux-Roses, rasé en 1954.

- Château Boucicaut à Fontenay-aux-Roses, rasé en 1954.
- Château de la Donneterie à Neuillé-Pont-Pierre, pour le compte d'Armand Moisant.
- Château de Stors à L'Isle-Adam.

### École
- École de filles de Mériel.

### Église
- Église, presbytère et mairie de L'Isle-Adam.
- Église Sainte-Marguerite du Vésinet.
- Église de la Trinité à Paris.

### Hôtel
- Hôtel particulier de Léon Say au 21, rue Fresnel à Paris.
- Hôtel Lutetia à Paris (en collaboration avec Henri-Alexis Tauzin[7]),
- Hôtel particulier des Cheuvreux-Montebello aux 11, rue Hamelin à Paris.

### Magasin

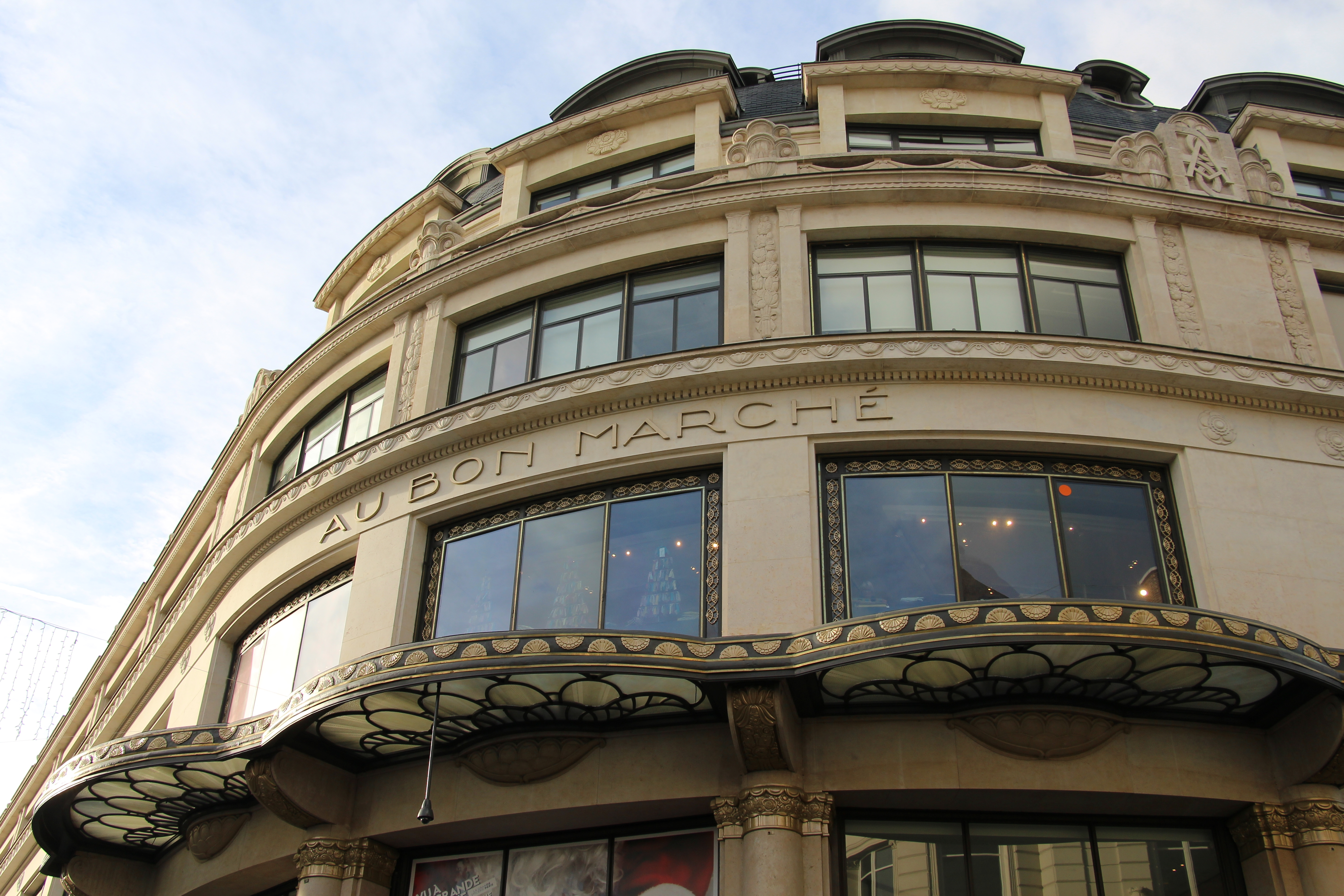
Le Bon Marché.

- Magasin du Bon Marché à Paris, en collaboration avec Armand Moisant, ingénieur constructeur.

- Magasin et immeuble de rapport au 49, rue de Buzenval/30, rue d'Avron en 1902 (Paris 20e)[8].

### Monument commémoratif
- Le piédestal du Monument à Léon Gambetta de Jean-Paul Aubé, élevé à Paris dans la cour Napoléon au palais du Louvre. D'une hauteur de 27 mètres, se présentant comme un obélisque, il est surmonté par la statue de Gambetta et de l'allégorie des droits de l'homme. Inauguré le 14 juillet 1888, ce monument sera définitivement enlevé de la cour Napoléon en 1954, les vestiges du groupe central étant réinstallés en 1982 dans le square Édouard-Vaillant à Paris.

## Publications
- Le ciment armé, nouvelle méthode d'application. G. Delarue, Paris, 1897. Texte disponible en ligne sur LillOnum.